# آمنموپت (شاهزاده)
| i | mn · n | Aa15 · O45 |

| i | mn · n | Aa15 · O45 |

آمنموپت (به انگلیسی: Amenemopet) یک شاهزاده در مصر باستان در دوران حکمرانی دودمان هجدهم مصر و احتمالاً پسر آمنهوتپ دوم بود.
او از روی سنگ یادبود سی که در معبد ابوالهول آمنهوتپ دوم یافت شده، شناخته می‌شود. بر اساس این سنگ یادبود که از نظر سبک‌شناسی به دوران سلطنت آمنهوتپ دوم مربوط می‌شود، او به عنوان پسر این فرعون شناسایی شده است. این احتمال وجود دارد که او همان شاهزاده آمنهوتپ باشد که در سنگ یادبود دایهٔ سلطنتی، سنتروئیو، نشان داده شده است.